# 阿蓋爾 (紐約州)
阿蓋爾（英語：Argyle）是一個位於美國紐約州華盛頓縣的鎮。

## 人口
根據2020年美國人口普查的數據，阿蓋爾的面積為149.69平方千米，當中陸地面積為146.43平方千米，而水域面積為3.26平方千米。當地共有人口3644人，而人口密度為每平方千米24人。